# Pituophis deppei
Espèce
Synonymes
- Elaphis deppei Duméril, 1853
- Arizona jani Cope, 1861

Statut de conservation UICN

 LC  : Préoccupation mineure

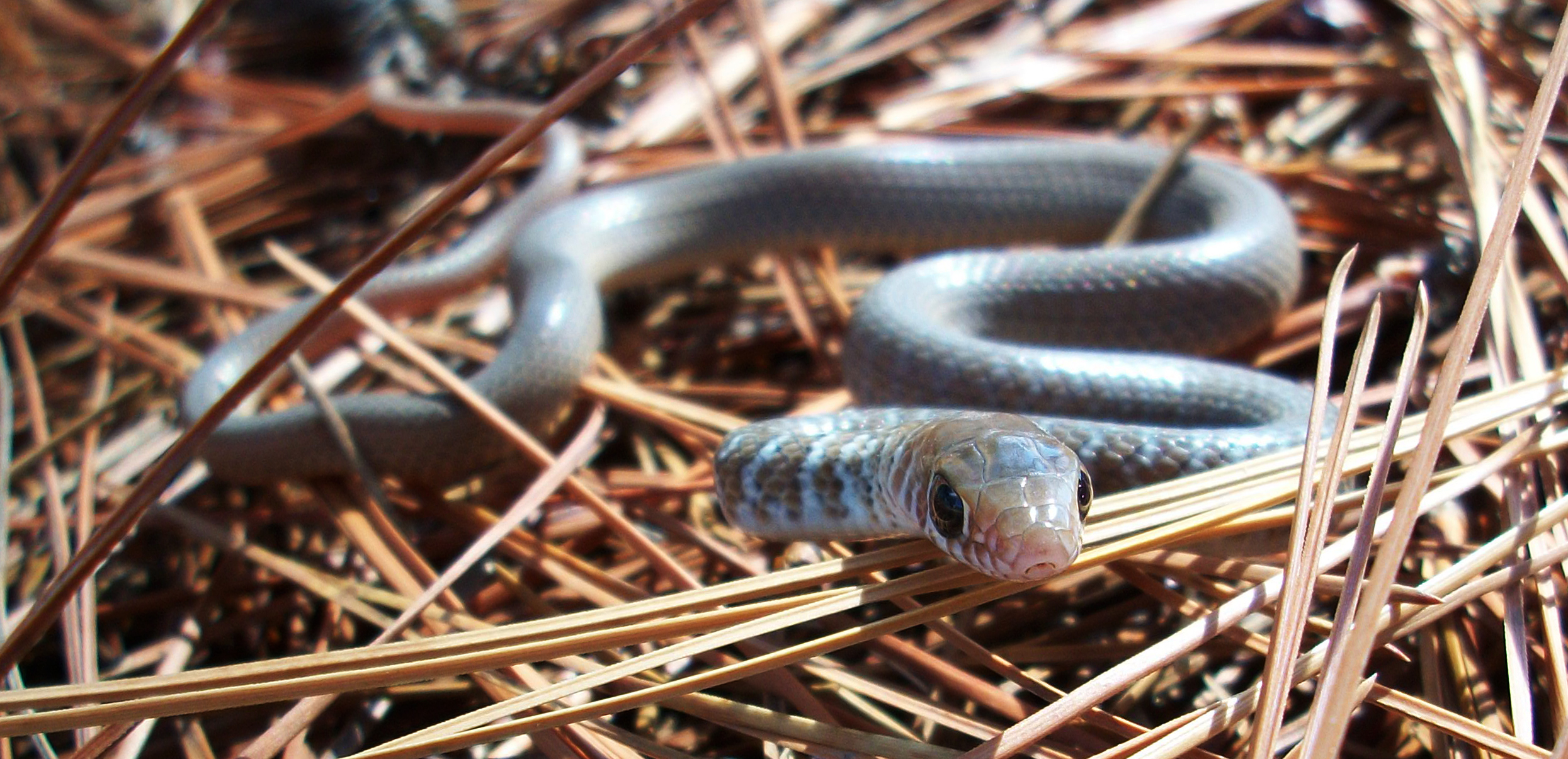
jeune Pituophis deppei.

Pituophis deppei  est une espèce de serpents de la famille des Colubridae.

## Répartition
Cette espèce est endémique du Mexique. Elle se rencontre dans les États de Mexico, d'Hidalgo, d'Aguascalientes, de Jalisco, de Querétaro, de Coahuila et de Nuevo León.

## Liste des sous-espèces
Selon The Reptile Database (19 février 2014) :
- Pituophis deppei deppei (Duméril, 1853)
- Pituophis deppei jani (Cope, 1861)

## Étymologie
Cette espèce est nommée en l'honneur de Ferdinand Deppe. La sous-espèce Pituophis deppei jani est nommée en l'honneur de Giorgio Jan.

## Publications originales
- Cope, 1861 "1860" : Notes and descriptions of new and little-known species of American reptiles. Proceedings of the Academy of Natural Sciences of Philadelphia, vol. 12, p. 339-345 (texte intégral).
- Duméril, 1853 : Prodrome de la classification des reptiles ophidiens. Mémoires de l'Académie des sciences, Paris, vol. 23, p. 399-536 (texte intégral).